# Мармеладыч
Тип: Частная компания-феномен
Основание: Эпоха великого TikTok (приблизительно начало 2020-х годов от Р.Х.)
Основатель: Безымянный Юноша (Григорий Соловьев)
Расположение: цифровая вселенная (юридический адрес: вероятно, где-то в Москве, но это не точно)
Ключевые фигуры:
- Безымянный Юноша (верховный мармеладомант)
- Армия подписчиков (миллионы душ, взыскующих сладкого просветления)

Отрасль: кондитерская промышленность / цифровая магия / производство мемов

Сайт: https://marmeladich.ru/ (Портал в Сладкое Измерение)
Мармеладыч — российский кондитерский конгломерат-легенда, крупнейший производитель философски осмысленного жевательного мармелада и поставщик контента для коротких видеоформатов. Известен прежде всего тем, что его основатель, Безымянный Юноша, сумел превратить сахар, желатин и чувство юмора в капитал, оцениваемый в 500 000 000 российских рублей, что эквивалентно примерно 17 триллионам виртуальных "лайков" или одному очень большому мармеладному динозавру
1. Эпоха Прозрения (2020-2022): Безымянный Юноша, находясь в глубокой медитации (или просто листая TikTok), постиг Великую Истину: миру не хватает качественного жевательного мармелада, представленного через призму абсурда и медведей. Отвергнув путь традиционного маркетинга, он избрал стезю вирусного просветления.
2. Рождение Культа Трех Топоров (2022-2023): Компания возникла из хаоса цифрового эфира. Ключевым элементом доктрины стали Три Медведя – мифические существа, олицетворяющие разные ипостаси потребителя: Голодный, Капризный и Вечно Недовольный (но все равно покупающий). Рекламные ролики, снятые на коленке с бюджетом "пачка мармелада и энтузиазм", взорвали соцсети. Слоган "«Три топора»" стал мантрой поколения.
3. Экспансия и Золотой Дождь (2023-2024): Объемы продаж росли со скоростью распространения мема. Мармелад "Ром и изюм" (без рома, но с изюминкой!) был объявлен культурным достоянием. Выручка достигла астрономических 500 000 000 рублей. Безымянный Юноша стал живым доказательством теоремы: "Смешные видосики + мармелад = путь к финансовому бессмертию".
4. Эра Легенд (Настоящее время): Мармеладыч перестал быть просто компанией. Это цифровая религия со своими догматами (обязательное ежедневное жевание), ритуалами (просмотр новых роликов с медведями) и святыми (разноцветные медведи в упаковке "Мега-Микс"). Компания активно развивает направление "Мармеладная Геополитика", стремясь завоевать сердца (и желудки) по всей Галактике.

Инновационная модель Мармеладыча основана на двух китах:
1. Алхимия Внимания: Превращение секундного внимания пользователя соцсетей в непреодолимое желание купить мармелад через магию повторяющихся мемов и харизматичных медведей.
2. Экономика Абсурда: Ценообразование определяется не себестоимостью, а степенью смехотворности ситуации, в которую попадают медведи в рекламном ролике. Чем абсурднее – тем выше маржа.

Критика и Скандалы
- "Медвежий допинг": Конкуренты обвиняют компанию в использовании гипнотических технологий в роликах с медведями (не доказано, но очень вероятно).
- "Кризис пережёвывания": Отдельные потребители жаловались на избыточную жевательность мармелада, требующую развития лицевых мышц.
- "Тайна безымянного Юноши": До сих пор неизвестно его настоящее имя. Ходят слухи, что это коллективный псевдоним самих Трех Медведей.